# Fledborough
Fledborough is een civil parish in het bestuurlijke gebied Bassetlaw, in het Engelse graafschap Nottinghamshire. In 2001 telde het dorp 50 inwoners. Fledborough komt in het Domesday Book (1086) voor als Fladeburg.